# Giro dei Paesi Baschi
Il Giro dei Paesi Baschi (in inglese Itzulia Basque Country; in basco Euskal Herriko itzulia; nota fino al 2017 in spagnolo Vuelta al País Vasco) è una corsa a tappe maschile di ciclismo su strada che si svolge annualmente nei Paesi Baschi, nel nord della Spagna. Dal 2005 al 2008 ha fatto parte del calendario dell'UCI ProTour, dal 2009 è inserita nel calendario mondiale UCI/UCI World Tour.

## Storia
Il Giro dei Paesi Baschi nacque nel 1924 sotto il nome di "Gran Premio Excelsior", in quanto organizzato dal quotidiano sportivo bilbaino Excelsior; la prima edizione, risalente all'agosto di quell'anno, si tenne nell'arco di quattro giorni e fu vinta dal francese Francis Pélissier davanti al fratello Henri Pélissier. Già dall'anno dopo la denominazione divenne "Giro dei Paesi Baschi" (Vuelta al País Vasco). Organizzata fino al 1930 da Excelsior e, dopo la chiusura del quotidiano, unicamente nel 1935 da parte del nuovo giornale Excelsius (vinse un giovane Gino Bartali), nel 1936 la corsa venne annullata a causa dell'inizio della Guerra civile spagnola.
Una volta conclusa la guerra, nel periodo tra il 1939 e il 1945 si tennero altre gare a tappe nei Paesi Baschi, come il Circuito del Norte e il Gran Premio Ayuntamiento de Bilbao; tuttavia i nomi dei vincitori di queste due prove non rientrano nel palmarès ufficiale della Vuelta al País Vasco. Nel 1952 nacque la Bicicleta Eibarresa (Eibarko Bizikleta), prova a tappe in territorio gipuzkoano che si teneva però non più in agosto, bensì in aprile. Nel 1969 la Bicicleta Eibarresa, passata sotto il patrocinio del quotidiano La Voz de España, ampliò i propri confini e assunse la doppia denominazione di Vuelta al País Vasco-Bicicleta Eibarresa. Riprendeva così ad esistere, dopo 34 anni, la gara ufficiale dei Paesi Baschi: Jacques Anquetil, all'ultimo successo in carriera, fu il vincitore della prima edizione dopo la ripresa.
L'unione tra le due gare durò fino al 1973, dal 1974 la corsa divenne soltanto Vuelta al País Vasco, mantenendo comunque il formato (sei tappe) e la collocazione in calendario (aprile) della Bicicleta Eibarresa. In questi anni si affermò più volte lo spagnolo José Antonio González: è lui a detenere, assieme ad Alberto Contador, il record di successi, quattro. Nel 2005 la corsa è entrata a far parte del circuito UCI ProTour, nel 2009 è stata invece inserita nel calendario mondiale UCI/UCI World Tour. Proprio nel 2009, a causa dell'annullamento dell'Euskal Bizikleta (gara nata nel 1987 come prosecuzione della Bicicleta Eibarresa), è avvenuta una seconda fusione tra le due prove.

## Maglie
I leader delle diverse classifiche vestono durante la gara particolari maglie distintive. Dall'edizione 2018 tali casacche sono:
- la maglia gialla per il leader della classifica generale;
- la maglia verde per il leader della classifica a punti;
- la maglia a pois (rossa con punti bianchi) per il leader della classifica scalatori;
- la maglia blu per il leader della classifica giovani.

## Percorso
Dato il carattere montagnoso della regione dei Paesi Baschi, questa corsa presenta poche tappe di pianura, quindi risulta adatta a corridori con buone doti da scalatore: anche se le cime non sono molto alte, spesso le pendenze risultano assai elevate. Si svolge ormai tradizionalmente nell'arco di sei giorni, prende il via il martedì della prima o della seconda settimana di aprile (in modo da concludersi di domenica) e include generalmente anche una tappa a cronometro.

## Albo d'oro
Aggiornato all'edizione 2025.
| Anno    | Vincitore                                    | Secondo                                      | Terzo                                        |
| ------- | -------------------------------------------- | -------------------------------------------- | -------------------------------------------- |
| 1924    | Francis Pélissier                            | Henri Pélissier                              | Charles Lacquehay                            |
| 1925    | Auguste Verdyck                              | Joseph Pé                                    | Marcel Bidot                                 |
| 1926    | Nicolas Frantz                               | Ottavio Bottecchia                           | Victor Fontan                                |
| 1927    | Victor Fontan                                | André Leducq                                 | Lucien Buysse                                |
| 1928    | Maurice Dewaele                              | André Leducq                                 | Mariano Cañardo                              |
| 1929    | Maurice Dewaele                              | Marcel Bidot                                 | Nicolas Frantz                               |
| 1930    | Mariano Cañardo                              | Antonin Magne                                | Jean Aerts                                   |
| 1931-34 | Non disputata                                | Non disputata                                | Non disputata                                |
| 1935    | Gino Bartali                                 | Dante Gianello                               | Julián Berrendero                            |
| 1936-68 | Non disputata                                | Non disputata                                | Non disputata                                |
| 1969    | Jacques Anquetil                             | Francisco Gabica                             | Mariano Díaz                                 |
| 1970    | Luis Pedro Santamarina                       | Jesús Aranzabal                              | Andrés Gandarias                             |
| 1971    | Luis Ocaña                                   | Raymond Poulidor                             | Miguel María Lasa                            |
| 1972    | José Antonio González                        | Jesús Manzaneque                             | Jesús Esperanza                              |
| 1973    | Luis Ocaña                                   | José Antonio González                        | Domingo Perurena                             |
| 1974    | Miguel María Lasa                            | Jesús Manzaneque                             | Luis Ocaña                                   |
| 1975    | José Antonio González                        | Jesús Manzaneque                             | Agustín Tamames                              |
| 1976    | Gianbattista Baronchelli                     | Francisco Javier Elorriaga                   | Joaquim Agostinho                            |
| 1977    | José Antonio González                        | Paul Wellens                                 | Jean-Pierre Baert                            |
| 1978    | José Antonio González                        | José Enrique Cima                            | José Nazabal                                 |
| 1979    | Giovanni Battaglin                           | Vicente Belda                                | Miguel María Lasa                            |
| 1980    | Alberto Fernández                            | Miguel María Lasa                            | Marino Lejarreta                             |
| 1981    | Silvano Contini                              | Mario Beccia                                 | Marino Lejarreta                             |
| 1982    | José Luis Laguía                             | Julián Gorospe                               | Francesco Moser                              |
| 1983    | Julián Gorospe                               | Roberto Visentini                            | Marino Lejarreta                             |
| 1984    | Sean Kelly                                   | Faustino Rupérez                             | Marino Lejarreta                             |
| 1985    | Pello Ruiz Cabestany                         | Greg LeMond                                  | Marino Lejarreta                             |
| 1986    | Sean Kelly                                   | Maurizio Rossi                               | Federico Echave                              |
| 1987    | Sean Kelly                                   | Rolf Gölz                                    | Julián Gorospe                               |
| 1988    | Erik Breukink                                | Luc Suykerbuyk                               | Julián Gorospe                               |
| 1989    | Stephen Roche                                | Federico Echave                              | Jesús Blanco Villar                          |
| 1990    | Julián Gorospe                               | Rolf Gölz                                    | Miguel Indurain                              |
| 1991    | Claudio Chiappucci                           | Johan Bruyneel                               | Pëtr Ugrjumov                                |
| 1992    | Tony Rominger                                | Raúl Alcalá                                  | Mikel Zarrabeitia                            |
| 1993    | Tony Rominger                                | Rolf Sørensen                                | Alex Zülle                                   |
| 1994    | Tony Rominger                                | Evgenij Berzin                               | Claudio Chiappucci                           |
| 1995    | Alex Zülle                                   | Laurent Jalabert                             | Tony Rominger                                |
| 1996    | Francesco Casagrande                         | Pascal Hervé                                 | Abraham Olano                                |
| 1997    | Alex Zülle                                   | Laurent Jalabert                             | Marco Pantani                                |
| 1998    | Íñigo Cuesta                                 | Laurent Jalabert                             | Alex Zülle                                   |
| 1999    | Laurent Jalabert                             | Wladimir Belli                               | Davide Rebellin                              |
| 2000    | Andreas Klöden                               | Danilo Di Luca                               | Laurent Jalabert                             |
| 2001    | Raimondas Rumšas                             | José Alberto Martínez                        | Marcos Serrano                               |
| 2002    | Aitor Osa                                    | David Etxebarria                             | Gonzalo Bayarri                              |
| 2003    | Iban Mayo                                    | Tyler Hamilton                               | Samuel Sánchez                               |
| 2004    | Denis Men'šov                                | Iban Mayo                                    | David Etxebarria                             |
| 2005    | Danilo Di Luca                               | Davide Rebellin                              | Alberto Contador                             |
| 2006    | José Ángel Gómez Marchante                   | Alejandro Valverde                           | Antonio Colom                                |
| 2007    | Juan José Cobo                               | Ángel Vicioso                                | Samuel Sánchez                               |
| 2008    | Alberto Contador                             | Cadel Evans                                  | Damiano Cunego                               |
| 2009    | Alberto Contador                             | Antonio Colom                                | Samuel Sánchez                               |
| 2010    | Chris Horner                                 | Beñat Intxausti                              | Joaquim Rodríguez                            |
| 2011    | Andreas Klöden                               | Chris Horner                                 | Robert Gesink                                |
| 2012    | Samuel Sánchez                               | Joaquim Rodríguez                            | Bauke Mollema                                |
| 2013    | Nairo Quintana                               | Richie Porte                                 | Sergio Henao                                 |
| 2014    | Alberto Contador                             | Michał Kwiatkowski                           | Jean-Christophe Péraud                       |
| 2015    | Joaquim Rodríguez                            | Sergio Henao                                 | Ion Izagirre                                 |
| 2016    | Alberto Contador                             | Sergio Henao                                 | Nairo Quintana                               |
| 2017    | Alejandro Valverde                           | Alberto Contador                             | Ion Izagirre                                 |
| 2018    | Primož Roglič                                | Mikel Landa                                  | Ion Izagirre                                 |
| 2019    | Ion Izagirre                                 | Daniel Martin                                | Emanuel Buchmann                             |
| 2020    | annullata a causa della pandemia di COVID-19 | annullata a causa della pandemia di COVID-19 | annullata a causa della pandemia di COVID-19 |
| 2021    | Primož Roglič                                | Jonas Vingegaard                             | Tadej Pogačar                                |
| 2022    | Daniel Martínez                              | Ion Izagirre                                 | Aleksandr Vlasov                             |
| 2023    | Jonas Vingegaard                             | Mikel Landa                                  | Ion Izagirre                                 |
| 2024    | Juan Ayuso                                   | Carlos Rodríguez                             | Mattias Skjelmose                            |
| 2025    | João Almeida                                 | Enric Mas                                    | Maximilian Schachmann                        |

## Statistiche

### Vittorie per nazione
| Pos. | Paese       | Vittorie |
| ---- | ----------- | -------- |
| 1    | Spagna      | 28       |
| 2    | Italia      | 7        |
| 3    | Svizzera    | 5        |
| 4    | Francia     | 4        |
| 4    | Irlanda     | 4        |
| 6    | Belgio      | 3        |
| 7    | Germania    | 2        |
| 7    | Slovenia    | 2        |
| 7    | Colombia    | 2        |
| 11   | Lussemburgo | 1        |
| 11   | Stati Uniti | 1        |
| 11   | Russia      | 1        |
| 11   | Lituania    | 1        |
| 11   | Paesi Bassi | 1        |
| 11   | Danimarca   | 1        |
| 11   | Portogallo  | 1        |